# 알마 말러

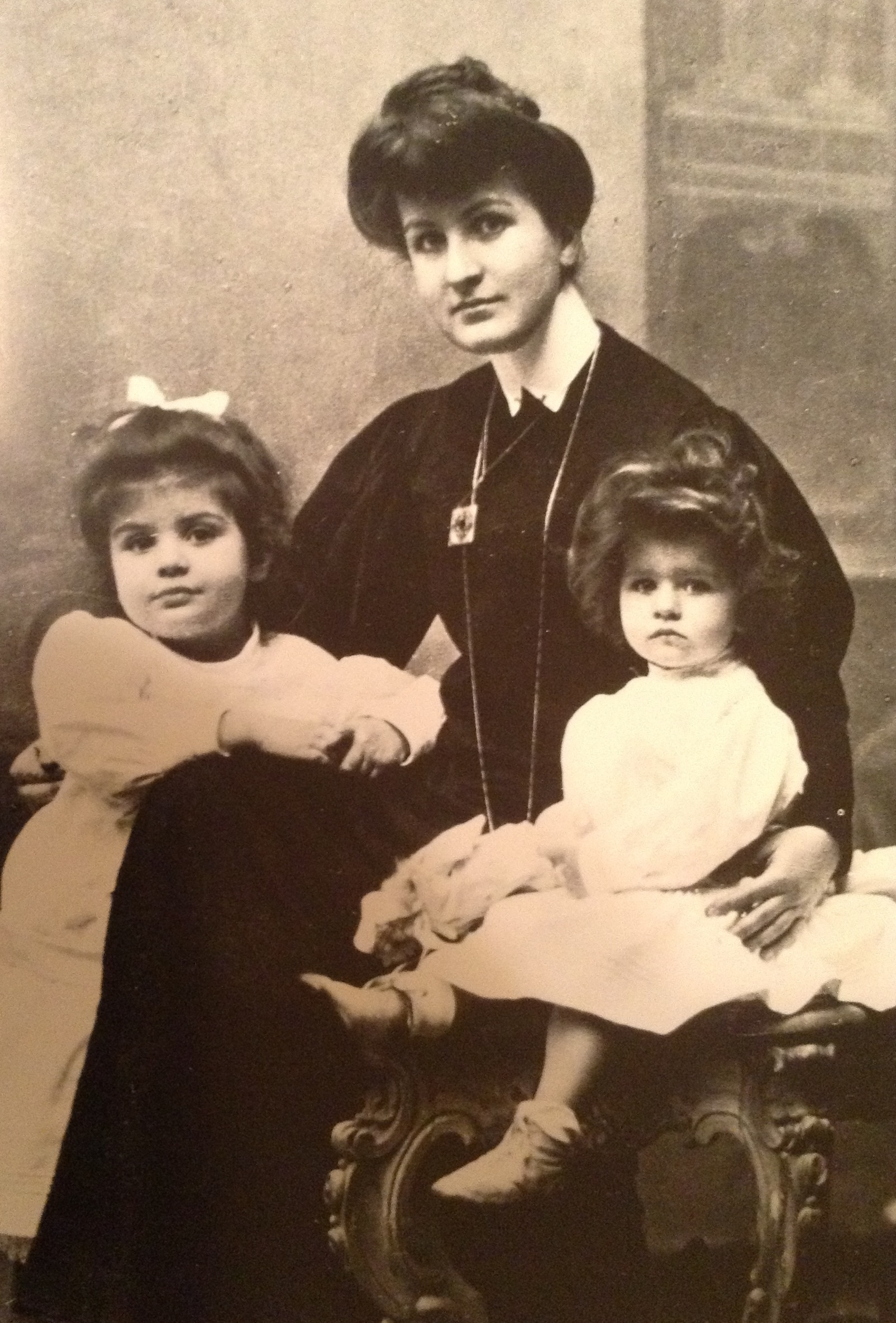
알마 말러와 그녀의 딸들

알마 말러(Alma Maria Mahler Gropius Werfel, 본명: 알마 마그레타 마리아 쉰들러/Alma Margaretha Maria Schindler, 1879년 8월 31일 ~ 1964년 12월 11일)는 빈에서 태어난 작곡가, 저자, 편집장, 사교계 명사이다. 15세에 막스 부어카르트(Max Burckhard)에 의해 교육을 받았다. 초기 수년 동안 음악적으로 활동적이었으며 음성, 피아노 부문에서 최소 17개 노래를 작곡하였다.
초기 생애에 그녀는 작곡가이자 지휘자 알렉산더 폰 쳄린스키와 사랑에 빠졌으나 이들의 관계는 그리 오래 지속되지 못했다. 그녀는 작곡가 구스타프 말러의 아내가 되었으나 그는 음악 작곡을 계속하는 일을 승인하지 않았다. 끝내 그녀는 예술적 억압으로 말미암아 우울증에 빠지게 되었다. 그녀의 결혼이 고군분투하는 사이 발터 그로피우스와 관계를 가졌다. 구스타프는 알마의 작곡을 격려하고 출판을 위해 그녀의 작곡 중 일부를 준비하는데 도움을 주었으나 1911년 화해를 이룬지 얼마 지나지 않아 사망하고 만다. 알마는 1915년 그로피우스와 결혼하였고 이 커플은 함께 마논 그로피우스라는 이름의 딸을 가지게 되었다. 그로피우스와 결혼한 가운데 알마는 프란츠 베르펠과 관계를 가졌다. 알마와 베르펠은 알마가 그로피우스와 별거한 뒤 끝내 결혼하였다.
1913년, 오스트리아 병합 이후 베르펠과 알마는 유대인에게 안전하지 않다는 이유로 인해 오스트리아를 떠날 수 밖에 없었다. 끝내 이 커플은 로스앤젤레스에 정착하기에 이르렀다.

## 참고 문헌
- Alma Mahler, My Life, My Loves: Memoirs of Alma Mahler Vermilon Books, reprint edition (February 1989) ISBN 978-0312025403
- Alma Mahler-Werfel, Diaries 1898–1902 (ed. and translator, en:Antony Beaumont and en:Susanne Rode-Breymann) en:Faber and Faber (1 February 1999) ISBN 978-0571193400
- Alma Mahler-Werfel, 'And the bridge is love' Hutchinson of London, first published September 1959,third impression April 1960
- Gustav Mahler, Letters to his Wife [1901–11]. Edited by en:Henry-Louis de La Grange and Günther Weiss, in Collaboration with Knud Martner. First complete edition, revised and translated by Antony Beaumont (Faber and Faber, London 2004)
- Susanne Rode-Breymann, Die Komponistin Alma Mahler-Werfel (Hanover, 1999)
- Susanne Rode-Breymann, Alma Mahler-Werfel. Muse, Gattin, Witwe (C. H. Beck, Munich 2014)
- Susanne Keegan, The Bride of the Wind. The Life and Times of Alma Mahler-Werfel. (Houghtin Mifflin Company, Boston 1983; Secker & Warburg, London 1984,348 pages).
- "Walter Gropius" in Nicholas Fox Weber, The Bauhaus Group: Six Masters of Modernism (New York : Alfred A. Knopf, 2009.) ISBN 978-0300169843 The chapter opens with her story. pp. 1–5; 11–15; 27–42